# جون بالابان
جون بالابان (بالإنجليزية: John Balaban)‏ (2 ديسمبر 1943، فيلادلفيا في الولايات المتحدة)؛ مترجم، شاعر وروائي أمريكي.

## الجوائز
- زمالة غوغنهايم